# Stasinoides aethiopica
Stasinoides aethiopica is een spinnensoort in de taxonomische indeling van de jachtkrabspinnen (Sparassidae).
Het dier behoort tot het geslacht Stasinoides. De wetenschappelijke naam van de soort werd voor het eerst geldig gepubliceerd in 1922 door Lucien Berland.